# Macy Gray

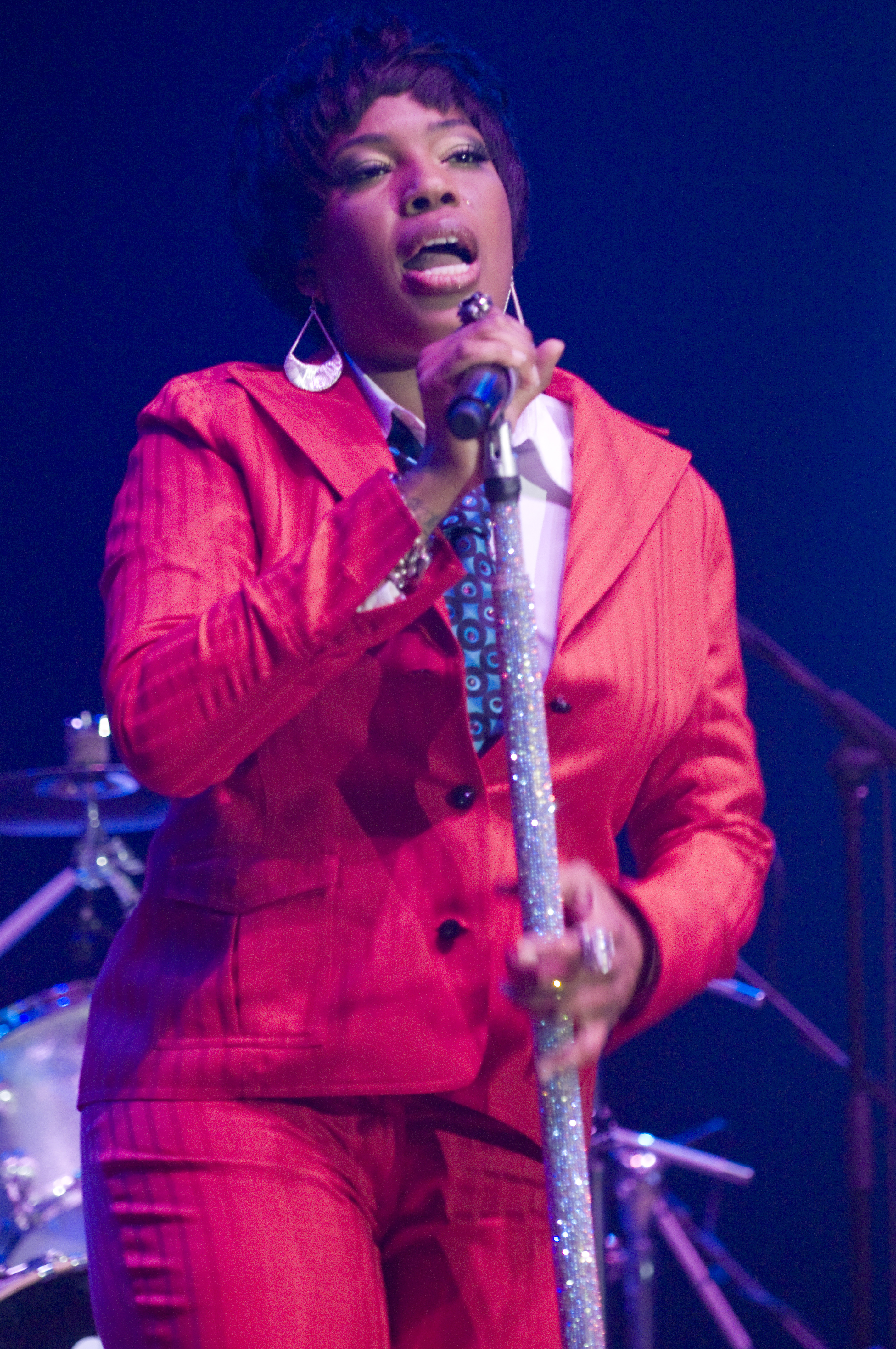
Macy Gray (2008)

Macy Gray (* 6. September 1967 als Natalie Renée McIntyre in Canton, Ohio) ist eine US-amerikanische R&B-Sängerin. Sie erhielt 2001 für den Song I Try einen Grammy.

## Leben
Macy Gray wurde 1967 in Ohio geboren und wuchs dort auch auf. Nach dem Besuch der Western Reserve Academy in Hudson zog sie 1998 nach Los Angeles. Ihren ersten kommerziellen Auftritt hatte sie als Gastsängerin beim Song Love Won't Wait des 1998 erschienenen Debütalbums Behind the Front der Black Eyed Peas. In Deutschland wurde sie unter anderem dadurch bekannt, dass der Sender SWR3 sie 1999 nach einigen Radioeinspielungen zum New Pop Festival einlud.
2001 gewann sie einen Grammy in der Kategorie Beste weibliche Gesangsdarbietung – Pop (Best Female Pop Vocal Performance) für ihren Erfolgstitel I Try, der außerdem als Single des Jahres und in einer weiteren Kategorie nominiert war. Anschließend arbeitete sie gemeinsam mit Fatboy Slim, den Black Eyed Peas und Slick Rick an dem Stück The World Is Yours, das auf dem Soundtrack zu Rush Hour 2 erschien. Im Film Training Day trat sie erstmals als Schauspielerin auf.
Als ihr beim Singen der amerikanischen Nationalhymne The Star-Spangled Banner in der Pro Football Hall of Fame 2001 zwischenzeitlich der Text entfiel, wurde sie ausgebuht. Ihr im selben Jahr veröffentlichtes Album The Id erhielt in den USA und Großbritannien jeweils eine Gold-Auszeichnung. An der Auskopplung Sweet Baby arbeiteten John Frusciante und Erykah Badu mit.

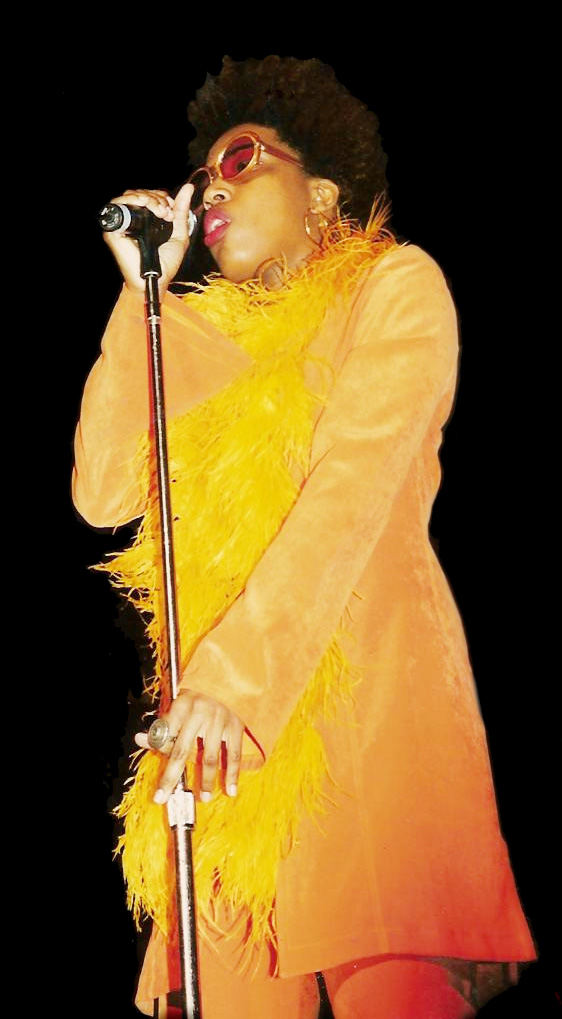
Macy Gray (1995)

Danach tauchte sie kurz in dem Sam-Raimi-Film Spider-Man (2002) sowie in In 80 Tagen um die Welt mit Jackie Chan, Scary Movie 3 und Training Day auf. In Spider-Man spielte sie sich selbst bei einem Auftritt beim fiktiven World Unity Festival. Sie ist bis heute in Filmen und gelegentlich auch in Fernsehserien zu sehen.
2002 arbeitete sie an Santanas Album Shaman mit und veröffentlichte im Jahr darauf ihr drittes Album The Trouble with Being Myself. 2005 eröffnete die Macy Gray Music Academy. Am 22. April 2007 trat Gray bei einem Konzert von Prince als musikalischer Gast auf.
Im September 2021 nahm Gray als Atlantis an der dritten Staffel der australischen Version von The Masked Singer teil, in der sie den sechsten Platz erreichte. Von Oktober bis Dezember 2023 war sie als Sea Queen Kandidatin der zehnten Staffel der US-amerikanischen Version, in der sie den vierten Platz belegte. Im Januar 2025 wirkte sie als Toad in the Hole an der sechsten Staffel der britischen Version mit, die sie als Zehntplatzierte beendete.
Macy Gray war von 1996 bis 1998 mit Tracy Hinds verheiratet, mit dem sie drei Kinder hat.

## Diskografie

### Studioalben
| Jahr | Titel                         | Höchstplatzierung, Gesamtwochen, AuszeichnungChartplatzierungen (Jahr, Titel, Platzierungen, Wochen, Auszeichnungen, Anmerkungen) | Höchstplatzierung, Gesamtwochen, AuszeichnungChartplatzierungen (Jahr, Titel, Platzierungen, Wochen, Auszeichnungen, Anmerkungen) | Höchstplatzierung, Gesamtwochen, AuszeichnungChartplatzierungen (Jahr, Titel, Platzierungen, Wochen, Auszeichnungen, Anmerkungen) | Höchstplatzierung, Gesamtwochen, AuszeichnungChartplatzierungen (Jahr, Titel, Platzierungen, Wochen, Auszeichnungen, Anmerkungen) | Höchstplatzierung, Gesamtwochen, AuszeichnungChartplatzierungen (Jahr, Titel, Platzierungen, Wochen, Auszeichnungen, Anmerkungen) | Anmerkungen                              |
| Jahr | Titel                         | DE | AT | CH | UK | US | Anmerkungen                              |
| ---- | ----------------------------- | --- | --- | --- | --- | --- | ---------------------------------------- |
| 1999 | On How Life Is                | DE19 Gold · (31 Wo.)DE | AT3 Gold · (20 Wo.)AT | CH6 Platin · (41 Wo.)CH | UK3 ×4Vierfachplatin · (76 Wo.)UK                                                                                                 | US4 ×3Dreifachplatin · (87 Wo.)US                                                                                                 | Erstveröffentlichung: 1. Juli 1999       |
| 2001 | The Id                        | DE10 (10 Wo.)DE | AT7 (10 Wo.)AT | CH4 Gold · (11 Wo.)CH | UK1 Gold · (10 Wo.)UK | US11 Gold · (13 Wo.)US | Erstveröffentlichung: 17. September 2001 |
| 2003 | The Trouble with Being Myself | DE46 (4 Wo.)DE | AT27 (7 Wo.)AT | CH10 (9 Wo.)CH | UK17 Silber · (6 Wo.)UK | US44 (6 Wo.)US | Erstveröffentlichung: 28. April 2003     |
| 2007 | Big                           | — | — | CH38 (5 Wo.)CH | UK62 (1 Wo.)UK | US39 (8 Wo.)US | Erstveröffentlichung: 21. März 2007      |
| 2010 | The Sellout                   | — | AT70 (1 Wo.)AT | CH28 (5 Wo.)CH | — | US38 (2 Wo.)US | Erstveröffentlichung: 21. Juni 2010      |
| 2012 | Covered                       | — | — | — | — | — | Erstveröffentlichung: 21. März 2012      |
| 2012 | Talking Book                  | — | — | — | — | — | Erstveröffentlichung: 29. Oktober 2012   |
| 2014 | The Way                       | — | — | — | — | — | Erstveröffentlichung: 6. Oktober 2014    |
| 2016 | Stripped                      | — | — | — | — | — | Erstveröffentlichung: 9. September 2016  |
| 2018 | Ruby                          | — | — | CH41 (1 Wo.)CH | — | — | Erstveröffentlichung: 21. September 2018 |

### Livealben
- 2005: Live in Las Vegas

### Kompilationen
| Jahr | Titel            | Höchstplatzierung, Gesamtwochen, AuszeichnungChartplatzierungen (Jahr, Titel, Platzierungen, Wochen, Auszeichnungen, Anmerkungen) | Höchstplatzierung, Gesamtwochen, AuszeichnungChartplatzierungen (Jahr, Titel, Platzierungen, Wochen, Auszeichnungen, Anmerkungen) | Anmerkungen                           |
| Jahr | Titel            | CH | UK | Anmerkungen                           |
| ---- | ---------------- | --- | --- | ------------------------------------- |
| 2004 | The Very Best of | CH84 (1 Wo.)CH | UK36 (2 Wo.)UK | Erstveröffentlichung: 30. August 2004 |

Weitere Kompilationen
- 2008: I Try: The Macy Gray Collection
- 2012: Original Album Classics

### Singles als Leadmusikerin
| Jahr | Titel Album                                  | Höchstplatzierung, Gesamtwochen, AuszeichnungChartplatzierungen (Jahr, Titel, Album, Platzierungen, Wochen, Auszeichnungen, Anmerkungen) | Höchstplatzierung, Gesamtwochen, AuszeichnungChartplatzierungen (Jahr, Titel, Album, Platzierungen, Wochen, Auszeichnungen, Anmerkungen) | Höchstplatzierung, Gesamtwochen, AuszeichnungChartplatzierungen (Jahr, Titel, Album, Platzierungen, Wochen, Auszeichnungen, Anmerkungen) | Höchstplatzierung, Gesamtwochen, AuszeichnungChartplatzierungen (Jahr, Titel, Album, Platzierungen, Wochen, Auszeichnungen, Anmerkungen) | Höchstplatzierung, Gesamtwochen, AuszeichnungChartplatzierungen (Jahr, Titel, Album, Platzierungen, Wochen, Auszeichnungen, Anmerkungen) | Anmerkungen                                               |
| Jahr | Titel Album                                  | DE | AT | CH | UK | US | Anmerkungen                                               |
| ---- | -------------------------------------------- | --- | --- | --- | --- | --- | --------------------------------------------------------- |
| 1999 | Do Something On How Life Is                  | — | — | — | UK51 (2 Wo.)UK | — | Erstveröffentlichung: 24. Juni 1999                       |
| 1999 | I Try On How Life Is                         | DE16 (21 Wo.)DE | AT3 (14 Wo.)AT | CH13 (30 Wo.)CH | UK6 ×2Doppelplatin · (22 Wo.)UK | US5 (27 Wo.)US | Erstveröffentlichung: 27. September 1999                  |
| 2000 | Still On How Life Is                         | DE92 (4 Wo.)DE | — | — | UK18 (9 Wo.)UK | — | Erstveröffentlichung: 21. Februar 2000                    |
| 2000 | Why Didn’t You Call Me On How Life Is        | — | — | — | UK38 (5 Wo.)UK | — | Erstveröffentlichung: 24. Juli 2000                       |
| 2001 | Sweet Baby The Id                            | — | — | CH36 (13 Wo.)CH | UK23 (7 Wo.)UK | — | Erstveröffentlichung: 3. September 2001 feat. Erykah Badu |
| 2001 | Sexual Revolution The Id                     | — | — | CH91 (1 Wo.)CH | UK45 (4 Wo.)UK | — | Erstveröffentlichung: 26. November 2001                   |
| 2003 | When I See You The Trouble with Being Myself | — | — | — | UK26 (3 Wo.)UK | — | Erstveröffentlichung: 24. April 2003                      |
| 2008 | Winter Wonderland –                          | — | — | — | UK76 (3 Wo.)UK | — | Erstveröffentlichung: Dezember 2008                       |

Weitere Singles
- 2010: Lately
- 2012: Sail
- 2012: Creepy
- 2014: Stoned
- 2014: Bang Bang
- 2014: Hands
- 2017: White Man
- 2018: Sugar Daddy
- 2019: Hide the Hurt
- 2022: Every Night

### Singles als Gastmusikerin
| Jahr | Titel Album                                     | Höchstplatzierung, Gesamtwochen, AuszeichnungChartplatzierungen (Jahr, Titel, Album, Platzierungen, Wochen, Auszeichnungen, Anmerkungen) | Höchstplatzierung, Gesamtwochen, AuszeichnungChartplatzierungen (Jahr, Titel, Album, Platzierungen, Wochen, Auszeichnungen, Anmerkungen) | Höchstplatzierung, Gesamtwochen, AuszeichnungChartplatzierungen (Jahr, Titel, Album, Platzierungen, Wochen, Auszeichnungen, Anmerkungen) | Anmerkungen                                                                |
| Jahr | Titel Album                                     | DE | UK | US | Anmerkungen                                                                |
| ---- | ----------------------------------------------- | --- | --- | --- | -------------------------------------------------------------------------- |
| 2001 | Demons Halfway Between the Gutter and the Stars | — | UK16 (8 Wo.)UK | — | Erstveröffentlichung: 8. Januar 2001 Fatboy Slim feat. Macy Gray           |
| 2001 | Request + Line Bridging the Gap                 | DE85 (3 Wo.)DE | UK31 (3 Wo.)UK | US63 (8 Wo.)US | Erstveröffentlichung: 26. Februar 2001 The Black Eyed Peas feat. Macy Gray |
| 2001 | Geto Heaven Like Water for Chocolate            | — | UK48 (2 Wo.)UK | — | Erstveröffentlichung: 16. April 2001 Common feat. Macy Gray                |

## Auszeichnungen für Musikverkäufe
| Goldene Schallplatte - Australien - 2001: für das Album The Id - 2003: für das Album The Trouble with Being Myself - Belgien - 2000: für das Album On How Life Is - Brasilien - 2023: für das Lied Leave Me Lonely - Dänemark - 2022: für die Single I Try - Finnland - 2002: für das Album On How Life Is - Frankreich - 2000: für das Album On How Life Is - Italien - 2023: für die Single I Try - Niederlande - 2000: für das Album On How Life Is - Schweden - 2000: für das Album On How Life Is - Spanien - 2024: für die Single I Try | Platin-Schallplatte - Australien - 2000: für die Single I Try - Kanada - 2002: für das Album The Id - Neuseeland - 2001: für das Album The Id - Norwegen - 2000: für das Album On How Life Is 2× Platin-Schallplatte - Europa - 2000: für das Album On How Life Is - Neuseeland - 2023: für die Single I Try 3× Platin-Schallplatte - Kanada - 2001: für das Album On How Life Is 4× Platin-Schallplatte - Australien - 2000: für das Album On How Life Is 5× Platin-Schallplatte - Neuseeland - 2000: für das Album On How Life Is |

Anmerkung: Auszeichnungen in Ländern aus den Charttabellen bzw. Chartboxen sind in ebendiesen zu finden.
| Land/RegionAuszeichnungen für Musikverkäufe (Land/Region, Auszeichnungen, Verkäufe, Quellen) | Silber  | Gold       | Platin       | Verkäufe    | Quellen              |
| -------------------------------------------------------------------------------------------- | ------- | ---------- | ------------ | ----------- | -------------------- |
| Australien (ARIA)                                                                            | —       | 2× Gold2   | 5× Platin5   | 420.000     | aria.com.au          |
| Belgien (BRMA)                                                                               | —       | Gold1      | —            | 25.000      | ultratop.be          |
| Brasilien (PMB)                                                                              | —       | Gold1      | —            | 30.000      | pro-musicabr.org.br  |
| Dänemark (IFPI)                                                                              | —       | Gold1      | —            | 45.000      | ifpi.dk              |
| Deutschland (BVMI)                                                                           | —       | Gold1      | —            | 150.000     | musikindustrie.de    |
| Europa (IFPI)                                                                                | —       | —          | 2× Platin2   | (2.000.000) | ifpi.org             |
| Finnland (IFPI)                                                                              | —       | Gold1      | —            | 20.496      | ifpi.fi              |
| Frankreich (SNEP)                                                                            | —       | Gold1      | —            | 100.000     | snepmusique.com      |
| Italien (FIMI)                                                                               | —       | Gold1      | —            | 50.000      | fimi.it              |
| Kanada (MC)                                                                                  | —       | —          | 4× Platin4   | 400.000     | musiccanada.com      |
| Neuseeland (RMNZ)                                                                            | —       | —          | 8× Platin8   | 150.000     | radioscope.co.nz     |
| Niederlande (NVPI)                                                                           | —       | Gold1      | —            | 40.000      | nvpi.nl              |
| Norwegen (IFPI)                                                                              | —       | —          | Platin1      | 50.000      | ifpi.no              |
| Österreich (IFPI)                                                                            | —       | Gold1      | —            | 25.000      | ifpi.at              |
| Schweden (IFPI)                                                                              | —       | Gold1      | —            | 40.000      | sverigetopplistan.se |
| Schweiz (IFPI)                                                                               | —       | Gold1      | Platin1      | 70.000      | hitparade.ch         |
| Spanien (Promusicae)                                                                         | —       | Gold1      | —            | 30.000      | elportaldemusica.es  |
| Vereinigte Staaten (RIAA)                                                                    | —       | Gold1      | 3× Platin3   | 3.500.000   | riaa.com             |
| Vereinigtes Königreich (BPI)                                                                 | Silber1 | Gold1      | 6× Platin6   | 2.560.000   | bpi.co.uk            |
| Insgesamt                                                                                    | Silber1 | 16× Gold16 | 30× Platin30 |             |                      |

## Filmografie (Auswahl)
- 2001: Training Day
- 2002: Spider-Man
- 2003: Scary Movie 3
- 2004: In 80 Tagen um die Welt (Around the World in 80 Days)
- 2005: The Crow – Wicked Prayer (The Crow: Wicked Prayer)
- 2005: Domino
- 2006: Idlewild
- 2006: Déjà Vu – Wettlauf gegen die Zeit (Déjà Vu)
- 2012: The Paperboy
- 2016: Fuller House (Staffel 1, Folge 3)
- 2025: The Astronaut